# Falconara Marittima
Falconara Marittima – miejscowość i gmina we Włoszech, w regionie Marche, w prowincji Ankona.
Według danych na styczeń 2010 gminę zamieszkiwały 27 744 osoby przy gęstości zaludnienia 1090 os./1 km².